# کوسا ۲۳۰۷۰
سیارک ۲۳۰۷۰ (به انگلیسی: 23070 Koussa، نامگذاری:1999XV64) بیست و سه هزار و هفتادمین سیارک کشف شده‌است که در ۷ دسامبر ۱۹۹۹ کشف شد.
قدر مطلق سیارک برابر ۱۹.۵ است.